# 东海缩口螺
东海缩口螺（学名：Homalopoma donghaiensis），舊屬原始腹足目蝾螺科，今屬鐘螺總科縮口螺科縮口螺亞科的平厴螺屬。

## 分佈
本物種為董正之發現於中国大陆的東中國海大陸架，常栖息在潮下带。